# 北原里英
北原里英（日语：／ Kitahara Rie */?，1991年6月24日—）是日本女藝人，為女子偶像團體NGT48 Team NIII前成員、以及AKB48衍生團體Not yet成員，並曾兼任SKE48成員，愛知縣一宮市出身，所屬經紀公司為太田製作。2008年時以AKB48五期生身分出道，後來移籍至NGT48。北原經常被認為是AKB48集團之中的才女，也是第一位被製作人秋元康指定擔任新曲作詞的成員。2018年4月18日自NGT48及AKB48集團畢業，以演員為活動重心。

## 經歷
2007年10月6日，於「AKB48第二屆研究生（5期生）徵選會」中合格，徵選時所唱的歌曲是《新世紀福音戰士》主題曲《殘酷天使的行動綱領》（残酷な天使のテーゼ）。
2008年2月，前往東京發展，之後轉學。3月1日，TeamB 3rd Stage「睡衣兜风」公演中出演樂曲「純情主義」的伴舞出道。8月1日，升格到Team A 。10月22日，於第10張單曲《大聲鑽石》初次成為選拔成員，接著到第18張單曲《Beginner》全部都進入選拔。
2009年6月至7月舉行的「AKB48第13張單曲選拔總選舉「向神發誓，動真格」」中獲得第13名，成為選拔成員。8月23日舉行的「AKB104選拔成員組閣祭」的夜公演中，發表10月開始的移藉到Team B的異動（實際在2010年5月21日）。
2010年3月25日，於「AKB48 希望滿席祭 贊否兩論」的夜公演中，發表將會移籍到太田製作，之後正式移籍。2月17日，於第15張單曲《櫻花印記》初次成為前排成員，第2張專輯《神曲集》的通常盤封面亦被選為前面成員。4月30日，在Ameba上開設官方部落格「香吉士的點心」（さんじのおやつ）。5月至6月舉行的「AKB48第17張單曲選拔總選舉「向母親發誓，這是真的」」中獲得第16名，入選成為選拔成員。8月13日開始播放的動畫《校園恐怖傳說-花子來了》中飾演，作為聲優出道。10月30日，首本個人日曆發售。11月6日，舉行個人日曆發售記念活動。
2011年1月21日，於「AKB48 重溫時間 最佳曲目100 2011」的第2日公演安可中，公開與大島優子、指原莉乃、横山由依將共組衍生團體「Not yet」的消息。5月至6月舉行的「AKB48第22張單曲選拔總選舉」中獲得第13名，入選成為選拔成員。9月20日，於「AKB48第24張單曲選拔猜拳大會」中進入前16名，入選成為選拔成員。
2012年3月4日，秋元康於投稿中發表Google+選拔，入選成為Google+選拔成員。5月30日，於Not yet第4張單曲《西瓜BABY》的c/w曲《guilty love》中初次負責單曲作詞。5月至6月舉行的「AKB48第27張單曲選拔總選舉」中獲得第13名，入選成為選拔成員。8月24日，於「AKB48 in TOKYO DOME ～1830m的夢想～」初日公演中，發表移籍到Team K的異動，同時發表兼任SKE48。11月1日，新体制開始實行，移籍到Team K，同時成為SKE48的成員。11月18日，於SKE48第10張單曲《即使接吻也是左撇子》的通常版全國握手會上，獲宣布入選為第11張單曲《巧克力的奴隸》的選拔成員
2013年1月29日，宣布在SKE48中所属队伍为Team S。4月13日，在SKE48演唱會「不變的，是那友情」上，宣布兼任隊伍由Team S轉移至Team KII，但具體的實行時間暫未決定
。4月28日，在AKB48團臨時總會～黑白分明！～演唱會中，宣布解除在SKE48的兼任職務。5月8日，在SKE48 TEAM S「制服的芽」公演作兼任時期的最後一次公演。6月8日，於「AKB48第32張單曲選拔總選舉」中獲得33,121票，得到第21名，成為Under Girls一員。9月18日舉行的「AKB48第34張單曲選拔猜拳大會」中進入前16名，入選成為選拔成員。10月14日，達成「劇場公演出演次數500回」。
2014年2月24日，於DiverCity東京舉辦的「AKB48集團大組閣祭」中宣布留任Team K，並成為Team K副隊長。6月7日，於「AKB48第37張單曲選拔總選舉」中獲得34,666票，得到第19名，再次入選成為Under Girls。9月17日，於「AKB48家族 猜拳大會2014」中不敵川本紗矢，在第二回戰出局，未能入選該活動單曲選拔名單。
2015年3月26日，於埼玉超級競技場舉辦的「AKB48春季單獨演唱會～次期總現正修行中！～」演唱會上宣布新的組閣人事異動，北原將移籍至NGT48擔任隊長，同年10月1日生效。6月6日，於「AKB48第41張單曲選拔總選舉」中獲得61,566票，得到第11名，成為第41張單曲的選拔成員，此外本屆的票數與名次皆突破北原過去參與總選舉以來的最佳成績，睽違兩年再度進入選拔組。8月26日，隨著Team K「RESET」公演的千秋樂，結束了作為AKB48成員的活動。
2016年1月10日，出演了「NGT48劇場盛大開幕首日公演」，同時也宣布成立Team NIII。5月15日，在Team NIII 1st Stage「PARTY開始了」公演中，宣布成為Team Nlll的隊長。6月18日，於「AKB48第45張單曲選拔總選舉」中獲得50,190票，得到第12名，成為AKB48第45張單曲的選拔成員。
2017年6月17日，於「AKB48第49張單曲選拔總選舉」中獲得45,684票，得到第10名，成為第49張單曲的選拔成員。8月21日，於NGT48 2周年特別現場演出宣布將於隔年春季畢業。
2018年1月17日，發行首本個人寫真集。3月1日，在出道滿10週年當日，於AKB48劇場舉行「北原里英AKB48劇場最終公演」。4月14日，於朱鷺展覽館舉行畢業演唱會「北原里英畢業演唱會 ～夢之1115日　新潟之女功成身退！～」（北原里英卒業コンサート〜夢の1115日 新潟の女になりました!〜）。4月18日，於NGT48劇場舉行畢業公演「北原里英畢業公演 ～直到最後，為了大家～」（北原里英 卒業公演～最後まで、みんなのために～），正式從NGT48與AKB48集團畢業。6月，被任命為2018年新潟縣知事選舉的宣傳人物。7月7日至30日，在舞台劇《新・幕末純情傳 FAKE NEWS》中飾演主角沖田總司。
2019年5月10日，以東京實際存在的遊樂園「豐島園」為舞台的恐怖電影《豐島園》上映，北原在片中擔任主角。
2021年9月29日，宣布與交往3年的男星笠原秀幸結婚。
2023年5月21日，開設新的官方粉絲俱樂部
。7月5日，在個人YouTube頻道中宣布以作家出道，並將於8月30日發行小說出道作《歡迎回到金魚莊》（おかえり、めだか荘）。8月31日，個人官方網站正式結束服務
。
2024年7月11日，宣布懷孕。11月，長女出生。

## 人物

### 特徵
- 一人稱時多叫自己「北原」，有時亦會用（里英子）。
- 因嘴巴很像鳗魚狗，因此被稱為「鳗魚狗」。
- 在公演的MC與電台節目等，基本上說話時都用敬語。
- 特技是「一石堂（日语：いっこく堂）」先生的腹語術，在公演以及AKBINGO!亦曾為之披露。
- 擅長彈鋼琴，在音樂能力審定中取得六級成績[68]。取得英檢準2級成績。
- 與指原莉乃只是初次見面，就吃下其吃剩下來的意大利麵，兩人因此機緣而結為熟識。只要肚子一餓就會表現出不滿，本人亦說過「不吃只會令人感覺人心狹隘」，可見其對食物的執著。不過2010年5月9日在個人部落格表示，自己已經成長許多。
- 喜歡吃溫泉蛋和巧克力。
- 喜歡的棒球選手是中日龍的井端弘和。
- 特別愛看漫畫《ONE PIECE》，尤其喜歡角色香吉士。因此個人部落格的標題也定為「さんじのおやつ」（香吉士的點心）。

### 48系相關
- AKB48內憧憬的成員是篠田麻里子。
- 2009年時與指原莉乃因髮型和身材相似，常被他人認錯是對方，在公演MC環節中亦常拿此作話題。
- 與同為舊Team A的高城亞樹為好友，常互相在對方家裡過夜。特別是北原為了想一個人住在東京，所以北原經常在高城家中過夜。
- 移籍NGT48後，自許成為「新潟之女」，以創團隊長的身分帶領NGT48前進、並與新潟在地緊密連結[69]。

## 參與歌曲
- 標註有「★」符號者表示該首歌曲有拍攝MV。

### 單曲CD
AKB48名義
|           | 發行日期       | 單曲名稱                            | 參與歌曲名稱                        | 名義            | 收錄於        | MV | 備註                        |
| --------- | -------------- | ----------------------------------- | ----------------------------------- | --------------- | ------------- | -- | --------------------------- |
| AKB48時期 |                |                                     |                                     |                 |               |    |                             |
| 10th      | 2008年10月22日 | 大聲鑽石                            | 大聲鑽石                            |                 | 全版本        | ★  | A面曲 出道作品 首次進入選拔 |
| 10th      | 2008年10月22日 | 大聲鑽石                            | 109                                 | Team A          | 全版本        |    |                             |
| 11th      | 2009年03月04日 | 10年櫻                              | 10年櫻                              |                 | 全版本        | ★  | A面曲                       |
| 11th      | 2009年03月04日 | 10年櫻                              | 在櫻花色的天空之下                  |                 | 全版本        |    |                             |
| 12th      | 2009年06月24日 | 驚喜的淚水!                         | 驚喜的淚水!                         |                 | 全版本        | ★  | A面曲                       |
| 13th      | 2009年08月26日 | Maybe是藉口                         | Maybe是藉口                         |                 | 全版本        | ★  | A面曲                       |
| 14th      | 2009年10月21日 | RIVER                               | RIVER                               |                 | 全版本        | ★  | A面曲                       |
| 15th      | 2010年02月17日 | 櫻花印記                            | 櫻花印記                            |                 | 全版本        | ★  | A面曲                       |
| 15th      | 2010年02月17日 | 櫻花印記                            | Choose me!                          | Team YJ         | Type-B 劇場盤 | ★  | 首次擔任Center              |
| 16th      | 2010年05月26日 | 馬尾與髮圈                          | 馬尾與髮圈                          |                 | 全版本        | ★  | A面曲                       |
| 16th      | 2010年05月26日 | 馬尾與髮圈                          | 馬路須加學園頂尖藍調                |                 | Type-B 劇場盤 | ★  |                             |
| 17th      | 2010年08月18日 | 無限重播                            | 無限重播                            |                 | 全版本        | ★  | A面曲                       |
| 17th      | 2010年08月18日 | 無限重播                            | 蔬菜姊妹                            | 蔬菜姊妹        | Type-A 劇場盤 | ★  |                             |
| 17th      | 2010年08月18日 | 無限重播                            | Lucky Seven                         |                 | Type-B 劇場盤 | ★  |                             |
| 18th      | 2010年10月27日 | Beginner                            | Beginner                            |                 | 全版本        | ★  | A面曲                       |
| 19th      | 2011年12月08日 | 機會的順序                          | 預約的聖誕節                        |                 | 全版本        | ★  |                             |
| 19th      | 2011年12月08日 | 機會的順序                          | 愛的跳躍                            | Team B          | Type-B        | ★  |                             |
| 20th      | 2011年02月16日 | 變成櫻花樹                          | 變成櫻花樹                          |                 | 全版本        | ★  | A面曲                       |
|           | 2011年04月01日 | 為了誰 -What can I do for someone?- | 為了誰 -What can I do for someone?- |                 |               | ★  |                             |
| 21st      | 2011年05月25日 | Everyday、髮箍                      | Everyday、髮箍                      |                 | 全版本        | ★  | A面曲                       |
| 21st      | 2011年05月25日 | Everyday、髮箍                      | 現在開始 Wonderland                 |                 | 全版本        | ★  |                             |
| 21st      | 2011年05月25日 | Everyday、髮箍                      | 鬥魂                                |                 | Type-A        | ★  |                             |
| 22nd      | 2011年08月24日 | 飛翔入手                            | 飛翔入手                            |                 | 全版本        | ★  | A面曲                       |
| 22nd      | 2011年08月24日 | 飛翔入手                            | 不知不覺的青春                      |                 | Type-A        | ★  |                             |
| 22nd      | 2011年08月24日 | 飛翔入手                            | 野菜占卜                            | 蔬菜姊妹2011    | 劇場盤        |    |                             |
| 23rd      | 2011年10月26日 | 風正在吹                            | 風正在吹                            |                 | 全版本        | ★  | A面曲                       |
| 24th      | 2011年12月07日 | 崇尚麻里子                          | 崇尚麻里子                          |                 | 全版本        | ★  | A面曲                       |
| 24th      | 2011年12月07日 | 崇尚麻里子                          | 耶誕夜                              |                 | 全版本        | ★  |                             |
| 24th      | 2011年12月07日 | 崇尚麻里子                          | 暱稱Fantasy                         | Team B          | Type-B        | ★  |                             |
| 25th      | 2012年02月15日 | GIVE ME FIVE!                       | GIVE ME FIVE!                       |                 | 全版本        | ★  | A面曲                       |
| 25th      | 2012年02月15日 | GIVE ME FIVE!                       | 牧羊人之旅                          | Special Girls B | Type-B        | ★  |                             |
| 26th      | 2012年05月23日 | 仲夏的Sounds good!                  | 仲夏的Sounds good!                  |                 | 全版本        | ★  | A面曲                       |
| 26th      | 2012年05月23日 | 仲夏的Sounds good!                  | Google+的天空                       | Google+選拔     | Type-B        | ★  |                             |
| 26th      | 2012年05月23日 | 仲夏的Sounds good!                  | 為了你我…                           | Stage Fight選拔 | 劇場盤        |    |                             |
| 27th      | 2012年08月29日 | 格子花紋                            | 格子花紋                            |                 | 全版本        | ★  | A面曲                       |
| 28th      | 2012年10月31日 | UZA                                 | 破壞&重建                           | Team K          | Type-K        | ★  |                             |
| 29th      | 2012年12月05日 | 永遠的壓力                          | 最特別的耶誕節                      |                 | 全版本        | ★  |                             |
| 29th      | 2012年12月05日 | 永遠的壓力                          | 逞強的時鐘                          | SKE48           | Type-A        | ★  |                             |
| 29th      | 2012年12月05日 | 永遠的壓力                          | 比永遠更長久                        | OKL48           | Type-D        | ★  |                             |
| 30th      | 2013年02月20日 | So long!                            | So long!                            |                 | 全版本        | ★  | A面曲                       |
| 30th      | 2013年02月20日 | So long!                            | 夕陽瑪麗                            | Team K          | Type-K        | ★  |                             |
| 31st      | 2013年05月22日 | 再見自由式                          | 再見自由式                          |                 | 全版本        | ★  | A面曲                       |
| 31st      | 2013年05月22日 | 再見自由式                          | How come ?                          | Team K          | Type-K        | ★  |                             |
| 32nd      | 2013年08月21日 | 戀愛的幸運餅乾                      | 想了一下愛的定義                    | Under Girls     | 除Type-B      | ★  |                             |
| 33rd      | 2013年10月30日 | 真心電流                            | 快速與動體視力                      | Under Girls     | 除Type-B      | ★  |                             |
| 33rd      | 2013年10月30日 | 真心電流                            | 細雪的悔悟                          | Team K          | Type-K        | ★  |                             |
| 34th      | 2013年12月11日 | 倘若在梧桐樹什麼的                  | 倘若在梧桐樹什麼的                  |                 | 全版本        | ★  | A面曲                       |
| 35th      | 2014年02月26日 | 勇往直前                            | 早看穿你的謊言                      | Beauty Giraffes | Type-A        | ★  |                             |
| 36th      | 2014年05月21日 | 拉布拉多獵犬                        | 拉布拉多獵犬                        |                 | 全版本        | ★  | A面曲                       |
| 36th      | 2014年05月21日 | 拉布拉多獵犬                        | 心愛的對手                          | Team K          | Type-K        | ★  |                             |
| 37th      | 2014年08月27日 | 心意告示牌                          | 某人投的球                          | Under Girls     | 除Type-D      | ★  |                             |
| 38th      | 2014年11月26日 | 希望無限                            | 第一次兜風                          | Team K          | Type-B        | ★  |                             |
| 38th      | 2014年11月26日 | 希望無限                            | 我想歌唱                            | 嘉德麗亞蘭組    | Type-C        | ★  |                             |
| 39th      | 2015年03月04日 | Green Flash                         | 春光 靠近的夏日                     | AKB48           | Type-A        | ★  |                             |
| NGT48時期 |                |                                     |                                     |                 |               |    |                             |
| 41st      | 2015年08月26日 | Halloween Night                     | Halloween Night                     |                 | 全版本        | ★  | A面曲                       |
| 42nd      | 2015年12月09日 | 紅唇Be My Baby                      | 紅唇Be My Baby                      |                 | 全版本        | ★  | A面曲                       |
| 42nd      | 2015年12月09日 | 紅唇Be My Baby                      | 365天的紙飛機                       |                 | 全版本        | ★  |                             |
| 42nd      | 2015年12月09日 | 紅唇Be My Baby                      | 鼓勵的話                            |                 | Type-D        | ★  |                             |
| 43nd      | 2016年03月09日 | 你就是旋律                          | 你就是旋律                          |                 | 全版本        | ★  | A面曲                       |
| 43nd      | 2016年03月09日 | 你就是旋律                          | Max朱鷺315號                        | NGT48           | Type-D        | ★  |                             |
| 44th      | 2016年06月01日 | 不需要翅膀                          | 不需要翅膀                          |                 | 全版本        | ★  | A面曲                       |
| 44th      | 2016年06月01日 | 不需要翅膀                          | 你在哪裡?                           | NGT48           | 劇場盤        |    |                             |
| 45th      | 2016年08月31日 | LOVE TRIP/分享幸福                  | LOVE TRIP/分享幸福                  |                 | 全版本        | ★  | A面曲                       |
| 45th      | 2016年08月31日 | LOVE TRIP/分享幸福                  | 光與影的每一天                      |                 | 全版本        | ★  |                             |
| 47th      | 2017年03月15日 | Shoot Sign                          | Shoot Sign                          |                 | 全版本        | ★  | A面曲                       |
| 47th      | 2017年03月15日 | Shoot Sign                          | 綠意森林運動公園                    | NGT48           | Type-D        | ★  |                             |
| 48th      | 2017年05月31日 | 空有願望                            | 空有願望                            |                 | 全版本        | ★  | A面曲                       |
| 48th      | 2017年05月31日 | 空有願望                            | 當代PARA                            |                 | 全版本        | ★  |                             |
| 49th      | 2017年08月30日 | ＃就是喜歡你                        | ＃就是喜歡你                        |                 | 全版本        | ★  | A面曲                       |
| 50th      | 2017年11月22日 | 11月的腳鏈                          | 11月的腳鏈                          |                 | 全版本        | ★  | A面曲                       |
| 51th      | 2018年03月14日 | Ja-Ba-Ja                            | 就當朋友吧                          | NGT48           | Type-D        | ★  |                             |

SKE48名義
|      | 發行日期       | 單曲名稱     | 參與歌曲名稱 | 名義     | 收錄於 | MV | 備註                      |
| ---- | -------------- | ------------ | ------------ | -------- | ------ | -- | ------------------------- |
| 11st | 2012年01月30日 | 巧克力的奴隸 | 巧克力的奴隸 |          | 全版本 | ★  | A面曲                     |
| 12nd | 2013年07月17日 | 美麗的閃電   | 來組建樂隊吧 | 魔法樂隊 | Type-C |    | Center 已解除兼任但仍參加 |

NGT48名義
|      | 發行日期       | 單曲名稱                         | 參與歌曲名稱                     | 名義     | 收錄於     | MV | 備註           |
| ---- | -------------- | -------------------------------- | -------------------------------- | -------- | ---------- | -- | -------------- |
| 1st  | 2017年04月12日 | 青春时钟                         | 青春时钟                         |          | 全版本     | ★  | A面曲          |
| 1st  | 2017年04月12日 | 青春时钟                         | 空罐朋克                         |          | 全版本     |    |                |
| 1st  | 2017年04月12日 | 青春时钟                         | 寻求黑暗                         |          | Type C     | ★  | [ 72 ]         |
| 2nd  | 2017年12月06日 | 藍天會延續到這世界上的哪裡去呢？ | 藍天會延續到這世界上的哪裡去呢？ |          | 全版本     | ★  | A面曲          |
| 2nd  | 2017年12月06日 | 藍天會延續到這世界上的哪裡去呢？ | 有什麼東西在                     |          | Type C     | ★  | [ 73 ]         |
| 2nd  | 2017年12月06日 | 藍天會延續到這世界上的哪裡去呢？ | 笨拙的上學電車                   | 家鄉Team | NGT48 CD盤 |    | [ 73 ]         |
| 23rd | 2018年04月11日 | 春天哪裏來？                     | 春天哪裏來？                     |          | 全版本     | ★  | A面曲          |
| 23rd | 2018年04月11日 | 春天哪裏來？                     | 為了我                           |          | Type A     | ★  | 個人畢業紀念曲 |

### Team Surprise公演單曲
重力共鳴公演
| 公演 | 發行日期       | 公演曲             | 演唱成員                                                                    | MV | 備註 |
| ---- | -------------- | ------------------ | --------------------------------------------------------------------------- | -- | ---- |
| M01  | 2012年09月12日 | 重力共鳴           | Team Surprise                                                               | ★  |      |
| M10  | 2012年11月03日 | 不得了的三角關係   | 峯岸南、宮澤佐江、橫山由依 北原里英、松井玲奈、指原莉乃                     | ★  |      |
| M11  | 2012年11月10日 | 出發的時機         | Team Surprise                                                               | ★  |      |
| M12  | 2012年11月17日 | AKB慶典            | Team Surprise                                                               | ★  |      |
| M13  | 2013年07月16日 | 你比想像中的更……   | Team Surprise                                                               | ★  |      |
| M16  | 2013年08月31日 | 女神在哪裡微笑著？ | 高城亞樹、北原里英、板野友美、渡邊麻友 大島優子、小嶋陽菜、宮澤佐江、峯岸南 | ★  |      |

玫瑰的儀式公演
| 公演 | 發行日期       | 公演曲                       | 演唱成員                                                                      | MV | 備註 |
| ---- | -------------- | ---------------------------- | ----------------------------------------------------------------------------- | -- | ---- |
| M01  | 2014年09月06日 | 眼中倒映的未來               | Team Surprise                                                                 | ★  |      |
| M08  | 2014年10月18日 | 最後一次喝冰牛奶是什麼時候？ | 高城亞樹、北原里英、峯岸南、篠田麻里子                                        | ★  |      |
| M11  | 2014年11月08日 | 失戀同盟                     | 峯岸南、柏木由紀、大島優子 松井玲奈、北原里英                                 | ★  |      |
| M12  | 2014年11月15日 | 玫瑰的儀式                   | Team Surprise                                                                 | ★  |      |
| M13  | 2015年11月02日 | 美麗的狩獵                   | Team Surprise                                                                 | ★  |      |
| M14  | 2015年11月21日 | 哲學的森林                   | 指原莉乃、島崎遙香、松井玲奈、山本彩 橫山由依、渡邊美優紀、高城亞樹、北原里英 | ★  |      |

### 專輯CD
AKB48名義
|      | 發行日期       | 專輯名稱                     | 參與歌曲名稱      | 名義                    | 收錄於 | 備註 |
| ---- | -------------- | ---------------------------- | ----------------- | ----------------------- | ------ | ---- |
| 02nd | 2010年04月07日 | 神曲集                       | 你與彩虹與太陽    |                         | 通常盤 |      |
| 03rd | 2011年06月08日 | 就是在這裡                   | 少女們            |                         | 全版本 |      |
| 03rd | 2011年06月08日 | 就是在這裡                   | 戀愛馬戲團        | Team B                  | 全版本 |      |
| 03rd | 2011年06月08日 | 就是在這裡                   | 人魚假期          |                         | 全版本 |      |
| 03rd | 2011年06月08日 | 就是在這裡                   | 推Team B          | Team B                  | 全版本 |      |
| 03rd | 2011年06月08日 | 就是在這裡                   | 就是在這裡        | AKB48+SKE48+SDN48+NMB48 | 全版本 |      |
| 04th | 2012年08月15日 | 1830m                        | First Rabbit      |                         | 全版本 |      |
| 04th | 2012年08月15日 | 1830m                        | 不算              | Team B                  | 全版本 |      |
| 04th | 2012年08月15日 | 1830m                        | 藍天 不會寂寞嗎？ | AKB48+SKE48+NMB48+HKT48 | 全版本 |      |
| 05th | 2014年01月22日 | 未來軌跡                     | After Rain        |                         | Type-A |      |
| 05th | 2014年01月22日 | 未來軌跡                     | 欠JJ的東西        |                         | Type-A |      |
| 05th | 2014年01月22日 | 未來軌跡                     | 共犯              | Team K                  | Type-B |      |
| 06th | 2015年01月21日 | 這裡是羅德斯島、在這裡跳吧！ | 愛的存在          |                         | 全版本 |      |
| 06th | 2015年01月21日 | 這裡是羅德斯島、在這裡跳吧！ | Conveyor          | Team K                  | Type-A |      |
| 06th | 2015年01月21日 | 這裡是羅德斯島、在這裡跳吧！ | 繼續活下去        |                         | Type-B |      |

## 劇場公演分組曲
AKB48
| 公演名稱                               | 參與歌曲名稱    | 備註           |
| -------------------------------------- | --------------- | -------------- |
| 研究生時期                             |                 |                |
| Team A 4th Stage「正在戀愛中」公演     | 純愛的漸強音    | 小嶋陽菜的代演 |
| Team B 3rd Stage「睡衣兜風」公演       | 睡衣兜風        | 渡邊麻友的代演 |
| Team B 3rd Stage「睡衣兜風」公演       | 純情主義        | 伴舞           |
| Team K 4th Stage「最終鐘聲鳴響」公演   | 對不起 我的寶石 | 增田有華的代演 |
| Team 研究生公演「正在戀愛中」公演      | 純愛的漸強音    |                |
| 元Team A時期                           |                 |                |
| Team A 5th Stage「戀愛禁止條例」公演   | 傲嬌女生        |                |
| Team A 5th Stage「戀愛禁止條例」公演   | 心型病毒        | 大島麻衣的代演 |
| THEATER G-ROSSO「不要讓夢想死去」公演  | 記憶的兩難      |                |
| 柏木Team B時期                         |                 |                |
| Team B 5th Stage「劇場的女神」公演     | 男更衣室        |                |
| 大島Team K時期                         |                 |                |
| Team K「Waiting」公演                  | 單戀對角線      |                |
| Team K「Waiting」公演                  | 初次的果糖      |                |
| Team K「Waiting」公演Ⅱ「最終鐘聲鳴響」 | 初戀小偷        |                |
| 橫山Team K時期                         |                 |                |
| Team K 7th Stage「RESET」公演          | 為了明天而接吻  |                |

兼任
| 公演名稱                         | 參與歌曲名稱 | 備註 |
| -------------------------------- | ------------ | ---- |
| SKE48 Team S兼任時期             |              |      |
| Team S 3rd Stage「制服之芽」公演 | 萬花筒       |      |

NGT48
| 公演名稱                               | 參與歌曲名稱             | 備註 |
| -------------------------------------- | ------------------------ | ---- |
| Team NIII時期                          |                          |      |
| Team NIII 1st Stage「PARTY開始了」公演 | 同班同學                 |      |
| Team NIII 2nd Stage「睡衣兜風」公演    | 純情主義                 |      |
| Team NIII 3rd Stage「荣耀之丘」        | 祈禱能把任何未來變得幸福 |      |

## 演出

### 電影
- 格鬥美食家 刀牙（日语：グラッフリーター刀牙）（2012年7月14日，太秦）：飾演 琴音[75]
- 小丑遊戲（日语：ジョーカーゲーム）（2012年12月22日，AMG娛樂（日语：AMGエンタテインメント））：飾演 赤澤千夏（主角）[76]
- 9扇窗戶「感謝您的來電」（2016年2月6日，Cantor）：主演 船橋美里[77]
- 任俠野郎（2016年6月4日，KATSU-do）：飾演 榊的情婦[78]
- Sunny/32（日语：サニー/32）（2018年2月17日公開，日活）：飾演 藤井赤理（主角）[79]
- 豐島園（2019年5月10日，東映視訊）：主演 辻本早希 [80]
- 騎士龍戰隊龍裝者 THE MOVIE 時空穿梭！恐龍大恐慌!! （2019年7月26日，東映）：飾演 結乃[81]
- 爆裂魔神少女 爆機女孩（2019年11月22日，日活）：飾演 橘桔梗（橘キキョウ）[82]
- HERO〜2020〜（2020年6月19日，Best Brain）：飾演 木崎淺美（女主角）[83][84]
- 陷阱女孩（2021年2月12日，UTY）：主演 真瀨參月[85]
- 奈落之翅（2021年9月19日[註 3]）[86]
- 安魂（2022年1月15日，PAL企劃）：飾演 星崎沙紀[87][88][89]
- 投幣式洗衣機淨化（2023年1月27日，Aero）：飾演 君[90]
- 女子大小路的名探偵（2023年10月13日，Rabbit House）[91]
- 神，等等我！ 因為花開了（2024年2月2日，Furekku）：飾演 脇坂和美[92]
- 劇場版 謀殺★謎 偵探 斑目瑞男的事件簿 鬼燈村傳說 咒怨之血（2024年2月16日，Is.field）：飾演 七尾優子[93]
- 恋愛終婚（2024年10月18日，MAN FILM）：飾演 天野美月[94]

### 電視劇
- 馬路須加學園（2010年1月8日－3月26日，東京電視台）：飾演 饅魚
- 來自櫻花的信 ～AKB48 各自的畢業故事～（2011年2月26日－3月6日，日本電視台）：飾演 北原里英
- Dr.伊良部一郎 第7集（2011年3月20日，朝日電視台）：飾演 本人（Not yet）
- 馬路須加學園2（2011年4月15日－7月1日，東京電視台）：飾演 饅魚
- 鐵拳對鋼拳（2011年7月6日－9月28日，日本電視台）：飾演 今井和美[95]
- 私立馬鹿蘭高校 第3集至最終集（2012年4月28日－6月30日，日本電視台）：飾演 モモコ
- 馬路須加學園3 第1集（2012年7月13日，東京電視台）：飾演 女囚
- So long ! 第2集（2013年2月12日，日本電視台）：飾演 東加奈子
- 家族遊戲 （2013年4月17日－2013年6月19日，富士電視台）：飾演 最上飛鳥
- 成人節目聯盟2 啊，情趣旅館 第二夜（2014年4月6日，WOWOW）：飾演 愛麗絲（アリス）[96]
- 大家都是超能力者！番外篇 ～超能力者，前往東京～（2015年4月4日，東京電視台）：飾演 橘靜香（橘シズカ）[97]
- 來自劇場靈的邀請 第7集《幻聽》（2015年11月15日，TBS）：主演 宇佐美彩（宇佐美アヤ）[98][99]
- AKB驚悚之夜 腎上腺素之夜 第29集《胎教》（2016年1月21日，朝日電視台）：飾演 美月（單篇主演）[100]
- 黑色斜面 （2016年1月24日，朝日電視台）：飾演 山名仁美（山名ひとみ）
- AKB LOVE NIGHT 戀工場（日语：AKBラブナイト 恋工場） 第5集《燒肉約會》（2016年5月5日，朝日電視台）：飾演 萌乃（單篇主演）[101][102]
- 暮蟬悲鳴時（2016年5月20日－6月24日，BS Sky PerfecTV!）：飾演 鷹野三四[103]
- Chef～三星級的學校午餐～ 第7集（2016年11月24日，富士電視台）：飾演 原田綾子[104]
- 暮蟬悲鳴時 解（2016年11月25日－12月16日，BS Sky PerfecTV!）：飾演 鷹野三四[105]
- 水果宅配便（2019年1月11日－3月29日，東京電視台）：飾演 檸檬（レモン）[106]
- 房仲女王大逆襲 第4集（2019年1月30日，日本電視台）：飾演 滿島花[107]
- 騎士龍戰隊流王者 第38集（2019年12月15日，朝日電視台）：飾演 精靈／神殿之聲（尤諾）[108][109]
- 夏洛克 第11集（2019年11月16日，富士電視台）：飾演 春日仁美（春日ひとみ）
- 富士電視台青年劇本大賞《驚慌廣告》（2019年11月17日，富士電視台）：飾演 琳卡（リンカ）[110]
- 美食偵探 明智五郎 第6集（2020年5月17日，日本電視台）：飾演 小早川紗英[111]
- 一億元的分手費 第2、3集（2020年10月4日、11日，NHK BS Premium 4K）：飾演 青島美穗
- 上意討ち（2020年12月5日，BS-TBS）：飾演 千里
- 警視廳強行犯係 樋口顯 第1季 第4集《海風》（2021年2月5日，東京電視台系列）：飾演 岡田深雪
- 女人的戰爭～單身貴族殺人事件～（2021年7月3日－8月7日，東京電視台）：飾演 嶋田理惠[112]
- 結之絲・原田茂〜為洋裝開啟大門的火之國女性〜（2021年10月31日，熊本電視台製作，富士電視台九州地區7台聯播）：飾演 原田茂（年輕時）[113][114]
- 最棒的歐巴桑 第2季 第2集（2022年10月15日，東海電視台・富士電視台系）：飾演 立木咲里[115]
- －即興推理劇－ 神祕玩家 －（2022年10月7日，日本電視台系）：飾演 柊明里（柊あかり）[116]
- 永遠的昨日（2022年10月21日－12月9日，毎日放送）：飾演 山田浩一的母琴[117]
- 機搜235×強行犯係 樋口顯 第1集（2023年1月27日，東京電視台系列）：飾演 吉村惠梨香[118]
- 名偵探的我轉生成為嬰兒的那件事（2023年2月18日，中京電視台）：飾演 御園生的母親[119]
- 特搜9 第6季 第7集（2023年5月17日，朝日電視台）：飾演 小川奈央
- 育嬰假刑警 第6集（2023年5月23日，NHK綜合台）：飾演 小松真帆
- 駐在刑事SP 2023（2023年9月25日，東京電視台）：飾演 新川琴音[120]
- 在這種地方吃背叛飯 第6集（2024年2月23日，中京電視台）：飾演 寺岡理總[121]

### 綜藝節目
- Yonpara未來遊戲作戰（日语：ヨンパラ FUTUREゲームバトル）（2011年10月9日－2012年3月25日；TBS）
- 信长（日语：ノブナガ）（2011年4月2日－2013年6月15日；CBC電視台）- 準固定班底（與小倉優子每2週交替出演）
- 排屋公寓（2012年10月12日－12月28日[122][123]；2014年3月17日、7月14日，富士電視台）- 固定班底
- HKT48 vs NGT48 指北合戰（2016年1月12日－3月29日，日本電視台）[124]
- THE突破File 年輕女將的大突破特輯 重現劇（2019年5月30日，日本電視網）：飾演 年輕女將[125]
- 問答遊戲！只要圈起來就行（2022年8月23日，NHK綜合台）- 答題者[126]
- 健康膠囊！元氣時間（2019年5月－12月；2020年4月19日－，CBC電視）- 元氣學生[127]（不定期出演）
- 在這種地方露營客！ Season 1（2022年4月6日－5月4日，BS松竹東急）[128]
- 實用生活雜誌 掌握8大訣竅，美字立現！（2023年11月6日－16日，NHK教育頻道）

### 電視動畫
- 校園恐怖傳說-花子來了（日语：学校のコワイうわさ 花子さんがきた!!）（2010年8月13日－2011年3月25日，TwellV）：聲演 ホワホワ[19][註 4]
- Go!Go!家電男子 第148集至151集（2015年1月6日－16日，光TV）：聲演 64GB子[129]
- 闇芝居 第8期 第九闇「蟻地獄」（2021年3月8日，東京電視台）[130]

### 電台
- AKB48的不全力聽不行呀!!（2008年12月3日－2010年6月29日，STAR digio（日语：スターデジオ））
- NGT48北原里英 現在才來的廣播正在播出！（日语：アッパレやってまーす!#NGT48北原里英 いまきたラジオやってまーす!）（2015年2月6日－2016年9月26日，毎日放送）[註 5]
- 北原里英的MOONLIGHTING（2017年10月2日－2019年3月25日，BSN電台）[131]
- Second I.D（2023年6月2日－，Artistspoken）[132]

### 電視廣告
- Cozy本舖「Eye Talk」（2012年11月1日－）[133]
- 菊水酒造「菊水×NGT48」日本酒形象廣告「日本酒的物與事」篇（2016年11月19日－）[134]

### 平面代言
- 第40屆日本手球聯盟形象大使（2015年－2016年）[135]
- 新潟縣選舉管理委員會選舉宣導人物（2018年）[58]
- 警視廳 資安對策本部 一日網路安全對策本部長（2018年8月26日）[136]

### MV
- 克里斯·哈特「僕はここで生きていく」（2016年2月17日）：飾演 里惠[137]

### 網絡節目
- 北原里英的「22點30分的點心時間」（2013年6月25日－，Ameba Studio）[138]
- W的悲喜劇～日本最激烈的女性新聞～（2018年5月26日－，AbemaNews） - 旁白[139]
- 彩虹競輪TV（2020年8月31日－，RakutenK Dreams 官方YouTube）- 嘉賓女孩（不定期主演）[140]
- NGT48 5期生成員想被稱讚（2025年6月－，SHOWROOM）- 節目主持人[141]

### 網絡劇
- 刺青無悔（2019年6月21日，U-NEXT）：飾演 美貴[142]
- 祈禱屋怪談II（2019年7月6日－9月21日，光TV、dTV（日语：dTV (NTTドコモ)））：飾演 鄉内真弓[143]

### 舞台劇
- Rokujo -源氏物語 〜來自六条御息所〜- （2009年4月4日、5日，草月Hall）
- 朗讀劇場「腎上腺素之夜」（2015年10月13日，Zepp Blue Theater六本木）
- 朗讀劇場「戀工場」（2016年9月25日，Bellesalle澀谷花園 C廳）[144]
- 「新・幕末純情傳」 FAKE NEWS（2018年7月7日－30日，紀伊國屋劇場）：主演 沖田總司[59]
- Iceberry Bug（2018年9月7日－9日，CBGK劇場／21日，東別院大廳）：飾演 七星名實[145][146]
- LADY OUT LAW!（2018年9月15日，品川王子大飯店 Club eX）：飾演 銷售員（輪替嘉賓）
- 照片×電影 朗讀劇《生命的接力棒》（2018年12月8日、9日，國際影像媒體專門學校 THEATER NEXT1）：飾演 花村／大國[147]
- 劇團海克力士的誓言 第四回本公演 喜劇《海克力士新喜劇「七個丈夫」》（2018年12月22日－24日，Telepia Hall）：飾演 鶴田愛莉
- 多羅羅（2019年3月2日、3日，梅田藝術劇場 戲劇劇場／7日－17日，日光劇場／20日，百道宮殿／23日，三重縣文化會館 大廳）：飾演 多羅羅[148]
- 朗讀劇 口袋裡永遠的蕭邦（2019年6月12日、14日，新國立劇場 小劇場）：飾演 須江麻子[149]
- 「HERO」〜2019夏〜（2019年7月31日－8月4日，Hulic Hall東京）：飾演 木崎淺美（女主角）[150]
- THE BAMBISHOW 3RD STAGE（2019年10月25日－11月3日，CBGK劇場）[151]
- 線上劇 時間跳躍少女～80年代流行金曲特輯～（2020年8月1日，直播演出）[152][153]
- 殺人推理劇場《演技的代價》（2021年2月21日，直播演出）：飾演 京本真晝（京本まひる）[154]
- FICTIONAL STAGE《亡國的華爾滋》（2021年4月16日－29日，Owlspot劇場）：飾演 渡邊（ワタナベ）[155]
- "STRAYDOG" 製作《夕凪之街 櫻之國》（2021年8月4日－8日，CBGK劇場／14日、15日，近鐵藝術館）：飾演 石川七波[156]
- 浪漫舞台 新裝版《奔跑吧，美樂斯》～太宰治小說～（2022年3月5日、6日，森之宮Piloti Hall／12日－21日，自由劇場）：飾演 山崎富榮[157][158]
- 朗讀劇 Every Day（2022年9月23日，日本消防會館）：飾演 咲[159]
- Nakatsuru Boulevard Tokyo《Vanity》（2022年10月26日－31日，東京Alpha劇場）：飾演 青嶋唯[160]
- “名作欣賞”系列 第1回《江戶川亂步短篇集》（2024年3月17日，Zamza阿佐谷劇場）[161]

### 活動

#### 談話活動
- 「COSMO★PLAYERS」我與你與大家共創的戲劇 ～主角就是你～（2020年9月7日－14日，線上直播，平台：animeteleto、eplus、zaiko）[162][註 6]
- 絆-on Stage 2020「Kitarie、Nakkii、Tanishi 的恐可愛故事2020」（2020年9月20日，線上直播，平台：Streaming+）[164]
- Kitarie、Nakkii、Kyon、Tanishi 的恐可愛故事2020冬（2020年12月16日，赤坂RED劇場）[165]

#### 時尚走秀
- BISHU COLLECTION produced by TGC（2023年11月11日，一宮市 真清田神社）[166]
- 東京女子展演
  - 第38屆 Mynavi 東京女子展演 2024 SPRING／SUMMER（2024年3月2日，國立代代木競技場第一體育館）[167]
  - 麻生專門學校集團 presents TGC KUMAMOTO 2024 by TOKYO GIRLS COLLECTION（2024年4月13日，熊本產業展示場）[168]

## 書籍

### 寫真集
- 然後（；2018年1月17日，Wani Books）[169]
- 妄想實寫化計劃（2018年8月21日，雙葉社）- 雜誌《girls!》同名連載文章的書籍化[170]

### 小說
- 歡迎回到金魚莊（おかえり、めだか荘；2023年8月30日，角川書店）[64]

### 雜誌連載
- 週刊YOUNG JUMP（2010年8月19日－，集英社）- 與指原莉乃、柏木由紀、渡邊麻友共同於「AKB48当番連載 ぐるぐる4」中連載「KITARIE文学少女道」
- Girls!（2011年9月21日－，双葉社） -「北原里英 妄想實寫化研究室」

### 日曆
- 北原里英 2011年日曆（2010年10月30日，ハゴロモ）
- 北原里英 2012年日曆（2011年11月19日，ハゴロモ）
- 北原里英 2012 TOKYO日曆（2011年11月29日，ハゴロモ）
- 北原里英 2013年日曆（2012年11月30日、ハゴロモ）
- 北原里英 2013年桌曆（2012年12月7日，ハゴロモ）
- 北原里英 2014年掛曆（2013年12月6日，ハゴロモ）
- 北原里英 2014年桌曆（2013年12月6日，ハゴロモ）
- 北原里英 2015年掛曆（2014年12月13日，ハゴロモ）
- 附透明資料夾 北原里英 2015年桌曆（2014年12月13日，ハゴロモ）